# Fabio Van den Bossche
Fabio Van den Bossche (ur. 21 września 2000 w Gandawie) – belgijski kolarz torowy i szosowy, brązowy medalista olimpijski w omnium (2024), wielokrotny medalista mistrzostw świata i Europy.

## Kariera
Pierwsze sukcesy w karierze osiągnął w 2015 roku, kiedy zdobył trzy medale na mistrzostwach Belgii juniorów: złoty w madisonie, srebrny w wyścigu punktowym i brązowy w omnium. Na rozgrywanych dwa lata później mistrzostwach Europy juniorów w Sangalhos zwyciężył w madisonie, a w wyścigu punktowym był drugi. Na mistrzostwach Europy juniorów w Aigle w 2018 roku zwyciężył w madisonie i omnium, rok później był drugi w drużynowym wyścigu na dochodzenie na mistrzostwach Europy U-23 w Gandawie, a w 2020 roku zajął trzecie miejsce w omnium podczas mistrzostw Europy U-23 w Fiorenzuoli. Następnie zdobył srebrny medal w omnium na mistrzostwach Europy w Grenchen. Kolejne trzy medale zdobył w 2022 roku. Najpierw zajął trzecie miejsce w madisonie na mistrzostwach Europy w Monachium, a parę miesięcy później powtórzył ten wynik na mistrzostwach świata w Yvelines, zajmując też trzecie miejsce w wyścigu punktowym. W zawodach tych wyprzedzili go tylko Yoeri Havik z Holandii i Niemiec Roger Kluge.